# Шпак-малюк жовтоокий
Шпак-малю́к жовтоокий (Aplonis mystacea) — вид горобцеподібних птахів родини шпакових (Sturnidae). Ендемік Нової Гвінеї.

## Опис
Довжина птаха становить 18-19 см, враховуючи довгий хвіст. Дорослі птахи мають повністю чорне забарвлення із зеленим відблиском, за виключенням бурих махових пер. Дзьоб і лапи чорні, очі світло-жовті. У молодих птахів верхня частина тіла коричнева, нижня частина тіла біла, поцяткована коричневими смужками.

## Поширення і екологія
Жовтоокі шпаки-малюки живуть у вологих рівнинних тропічних лісах на південних схилах Центрального хребта Нової Гвінеї. Імовірно, ведуть кочовий спосіб життя. Зустрічаються на висоті до 580 м над рівнем моря.

## Збереження
МСОП класифікує стан збереження цього виду як близький до загрозливого. Жовтоокий шпак-малюк є малодослідженим видом, якому може загрожувати знищення природного середовища.